# 葉蘭泉
葉蘭泉（1868年—1948年），香港商人，曾在南洋、荷屬東印度、厦门、汕头、漢口等地當買辦。後來回到香港。1912年在香港成立鹤山商会。1934年創立香港中華廠商聯合會並擔任會長。